# اللغة المهرية
اللغة المهرية لغة محكية وغير مكتوبة، مستعملة في أراضي قبيلة المهرة في شرق اليمن وعمان والكويت والإمارات والسعودية وأيضا في الربع الخالي. وتنتمي إلى عائلة اللغات العربية جنوبية الحديثة، والتي تضم السقطرية والشحرية والحرسوسية والهوبيوت.
وبحسب الباحث عامر بلحاف أستاذ اللغة والنحو بجامعة نجران ورئيس مركز اللغة المهرية للدراسات والبحوث بمحافظة المهرة في كتابه الحديث (مَهْرَة في مصادر اللغة والأدب)، أنّ اللغة المهرية هي لسان عربي قديم، حيث يتكلم بهذا اللسان أهل المهرة المنتمون نسباً إلى: مهرة بن حيدان بن عمرو بن لحاف بن قضاعة، ويمتد النسب بعد ذلك إلى مالك بن حمير، وتحدث أيضا عن بلاد أهل المهرة، وقال: أما بلادهم المهرة، فهي محافظة من محافظات اليمن وبوابتها الشرقية؛ إذ تحدها سلطنة عُمان شرقاً، والمملكة العربية السعودية شمالاً، ومحافظة حضرموت غرباً، ويحدها من الجنوب بحر العرب، وتتموضع هذه البلاد في رقعة جغرافية كبيرة تتجاوز 93000 كم مربع، وذلك حسب النشرة الإحصائية للجهاز المركزي للإحصاء بمحافظة المهرة، ممّا جعل تكوينها الجيولوجي يتنوع بين أراضٍ ساحلية، وسهلية، وجبلية، وفي الداخل توجد الوديان السحيقة والصحاري الممتدة.
وألحق أيضاً، أن المهرية لم تنحصر في تلك الحدود التي رُسمتْ، بل تعدتها إلى البلدان المجاورة كسلطنة عُمان؛ إذ تتكلمها بعض قبائل الإقليم الجنوبي محافظة ظفار المنحدرة من أصول مهرية، كما تتحدث بها بعض قبائل المملكة العربية السعودية في الربع الخالي والمنطقة الشرقية المنحدرة من الأصل نفسه، وتتحدث بها أيضا قبائل المهرة في الإمارات العربية المتحدة، ليس هذا فحسب، بل أكّدنا في أباحث وتحديدا في رسالة الدكتوراه الموسومة بـ”التحليل الصرفي والنحوي لتركيب الجملة في اللغة المهرية”، أن هذا اللسان المهري تجاوز حدود الدول المجاورة، وانتقل إلى خلف البحار حيث استقر به المقام في بعض بلدان القرن الأفريقي كتنزانيا وكينيا، وذلك بسبب الهجرات المتتالية لقبائل المهرة، التي آثرت الاستقرار هناك، بحثاً عن المعيشة، وألحقنا أيضا، من أنّ اللغة المهرية لم تعد لغة أهل المهرة الذين ينتمون إلى نسب مهرة بن حيدان، بل أنها صارت لغة أقوام وشعوب أخرى داخل محافظتي المهرة اليمنية وظفار العُمانية، وهذا ما يؤكد لنا القول جميعا إن عدد متحدثي اللغة المهرية قد يتجاوز المائة ألف، وأكدنا من أنّ عمر وتاريخ اللغة المهرية لا يمكن أن تحديده أي باحث، ولكن هناك شواهد لغوية قديمة لا تزال المهرية محتفظة بها، هذه الشواهد هي عبارة عن مفاتيح تؤكد لنا أنّ المهرية لسان عربي عتيق، حيث لا يزال يحتفظ بديباجيته القديمة.

## الرأي في تكون المهرية

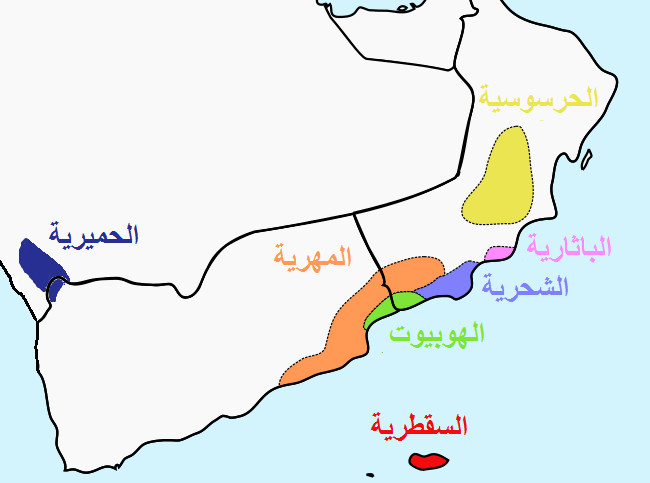
اللغات المحلية في جنوب شبه الجزيرة العربية

تسكن قبائل الشحر والمهرة أرض ظفار والمهرة في عمان واليمن، وهم يتكلمون لغة سامية تعد أقرب إلى عائلة لغات سامية شرقية كالـ (الأكادية) من عائلة لغات سامية جنوبية. اليوم تندرج اللغة المهرية ضمن عائلة لغات سامية شرقية (الأكادية والايبلاوية) أَو حتى كمجموعة مستقلة، بسبب أن اللغة الأكادية والإيبلاوية منقرضة. ومن اعتبرها لغة سامية جنوبية جعلها جنوبية شرقية في مقابل جنوبية غربية التي تشمل اللغة العربية الجنوبية القديمة

## روابط خارجية
- اللغة المهرية، بي بي سي العربية